# 흑색 국가방위군
흑색 국가방위군(독일어: Schwarze Reichswehr 슈바르츠 라이히스베어[*])은 바이마르 공화국 당시 독일 국가방위군의 지원을 받은 불법 준군사조직이다. 1923년 퀴스트린 쿠데타 시도가 실패함으로써 그 실체가 드러났다.